# Friedrich Merz
Joachim-Friedrich Martin Josef Merz (Brilon, 11 de noviembre de 1955) es un político alemán perteneciente a la Unión Demócrata Cristiana de Alemania (CDU) que se desempeña como canciller de Alemania desde el 6 de mayo de 2025. En diciembre de 2021, fue escogido por los afiliados para liderar la CDU. La elección fue ratificada en enero de 2022 por el congreso del partido. El 23 de febrero de 2025 la candidatura que lideraba ganó las elecciones federales de 2025.
Previamente fue diputado al Parlamento Europeo de 1989 a 1994 y miembro del Bundestag desde 1994 hasta 2009, donde presidió el grupo parlamentario CDU/CSU desde 2000 a 2002. Regresó al Bundestag en 2021, y en 2022 fue elegido nuevamente como presidente del grupo parlamentario CDU/CSU.

## Estudios e inicio laboral
Friedrich Merz nació en Brilon, en el estado de Renania del Norte-Westfalia, en la entonces Alemania Occidental, de padres católicos,[cita requerida] Joachim Merz y Paula, de soltera Sauvigny. Su padre era juez y miembro de la CDU hasta que dejó el partido en 2007. Su madre, Paula Merz, de soltera Sauvigny (n. 1928), procedía de la antigua familia Sauvigny, que pertenecía a la alta burguesía de Brilon desde finales del siglo XIX. El abuelo de Merz, Josef Paul Sauvigny, fue abogado y alcalde de Brilon entre 1917 y 1937.
Después de terminar su Abitur (en Alemania se le da este nombre a los exámenes finales de la educación secundaria que permiten estudiar en una universidad) en 1975 y cumplir su servicio militar, realizó la Licenciatura en Derecho, que empezó en la Universidad de Bonn y continuó en la Universidad de Marburgo. Fue miembro de la K.D.St. V. Bavaria Bonn, una fraternidad de estudiantes católicos, miembro del Cartellverband. En 1985, se convirtió en juez en Saarbrücken. Un año después, en 1986, abandonó la judicatura y se dedicó al ejercicio privado de la abogacía como jurista en la asociación de la industria química de Alemania, hasta 1989.

## Entrada en política

### Afiliación
En 1972, cuando tenía diecisiete años, se afilió a la rama juvenil de la CDU, la Unión Joven (Junge Union), y ha sido descrito por los medios de comunicación alemanes como miembro del "Pacto Andino", una supuesta red de miembros influyentes de la CDU formada por miembros de la Unión Joven durante un viaje a la región andina de América del Sur en 1979.

### Elección para cargos públicos
En las elecciones de 1989, fue elegido miembro del Parlamento Europeo, donde permaneció hasta 1994. Allí formó parte del Comité de Asuntos Económicos y Monetarios y de la Delegación del Parlamento de Relaciones con Malta.
En las elecciones federales de Alemania de 1994 fue elegido miembro del Bundestag por el distrito de Hochsauerland, mandato que tuvo hasta 2009. En su primer mandato, fue miembro del Comité de Finanzas. En octubre de 1998, tras las elecciones de 1998, fue nombrado vicepresidente y en febrero de 2000 presidente del grupo parlamentario de la CDU/CSU, junto con Michael Glos. Desde este cargo, ejerció como líder de la oposición en el Bundestag durante el primer mandato del canciller Gerhard Schröder.
Para las elecciones de 2002, el candidato demócrata cristiano, Edmund Stoiber, incluyó a Merz en su gabinete en la sombra para la campaña, para tratar de destituir a Schröder de la cancillería. Durante la campaña, Merz se desempeñó como experto de Stoiber en mercados financieros y presupuestos. Tras la derrota electoral de Stoiber, Angela Merkel asumió la dirección del grupo parlamentario y Merz volvió a ocupar la vicepresidencia hasta 2004. Entre 2002 y 2004, fue también miembro de la junta ejecutiva de la CDU, bajo la dirección de Merkel. Además de su mandato en el Bundestag, entre 2002 y 2004, Friedrich Merz trabajó como abogado en el bufete de Cornelius Bartenbach Haesemann und Partner.
Entre 2005 y 2009, Merz fue miembro de la Comisión de Asuntos Legales y en 2007 anunció que no se presentaría a las elecciones de 2009. En 2005, Friedrich Merz fue nombrado socio del despacho de abogados Mayer Brown. Además de sus actividades como abogado, Merz ha sido miembro de distintos consejos de administración y juntas directivas de diversas empresas privadas.
Después de 2009, Merz dejó la política temporalmente, trabajó en su bufete de abogados y para empresas económicas, entre otras para BlackRock, administrador de bienes estadounidense.

### Candidato a la presidencia de la Unión Demócrata Cristiana
En 2018, tras el anuncio de Angela Merkel de que no se presentaba a la reelección como presidenta de su partido, Friedrich Merz optó como candidato a este puesto frente a la que resultó triunfadora, Annegret Kramp-Karrenbauer, la entonces primera ministra del estado federado del Sarre.
En 2020, se postuló de nuevo para liderar la Unión Demócrata Cristiana (CDU). El congreso del partido, en el que se debía elegir al líder, se aplazó hasta enero de 2021 por la Pandemia de COVID-19. Friedrich Merz se presentó como uno de los favoritos, con una posición crítica frente a Angela Merkel, fundamentalmente en su política migratoria. La elección de Merz supondría un giro de la línea centrista marcada por Merkel. No obstante, Merz acabó siendo derrotado nuevamente, esta vez por el ministro presidente de Renania del Norte-Westfalia, Armin Laschet.
Tras la renuncia de Laschet como presidente del partido debido a la derrota de la CDU en las elecciones federales de 2021, se convocó una elección entre los militantes del partido para escoger a su sucesor, a la que Merz se postuló. Resultó victorioso con un 62,1 % de los votos. Merz fue confirmado en el cargo en el congreso de la CDU en enero de 2022.
En septiembre de 2024, Merz fue escogido como candidato de la CDU/CSU para las elecciones federales de Alemania de 2025.

## Posiciones políticas
Merz se ha centrado en las políticas económicas, exteriores, de seguridad y familiares. Se describe a sí mismo como socialmente conservador y económicamente liberal y es visto como un representante de las alas conservadoras tradicionales del establishment y pro-empresariales de la CDU.
En su juventud, en los años 70 y 80, fue un firme defensor del anticomunismo, la doctrina estatal dominante en Alemania Occidental y un principio fundamental de la CDU. Su libro Mehr Kapitalismus wagen (Atreverse a más capitalismo) aboga por el liberalismo económico.

### Asilo, migración e integración
Merz dice que ve la limitación de la migración irregular como la tarea más importante después de las elecciones federales de febrero de 2025. Merz considera que la política de fronteras abiertas de Angela Merkel durante la crisis de refugiados en 2015 es fatal. En 2024 pidió que los solicitantes de asilo sean rechazados de manera integral directamente en la frontera. Él cree que esto enviaría una señal que conduciría a una menor migración irregular.En 2024, en un debate sobre la capacidad de aceptar refugiados en Alemania, Merz se refirió a la declaración del ministro-presidente de Sajonia, Michael Kretschmer, quien se había pronunciado a favor de aceptar un máximo de 60.000 a 100.000 refugiados por año. Merz explicó que la declaración de Kretschmer describe a grandes rasgos "lo que todavía podemos lograr hoy con nuestro poder de integración".
La CDU de Merz quiere acelerar la tramitación de visados para trabajadores cualificados extranjeros.
En octubre de 2023, Merz dijo que Alemania no podía aceptar refugiados palestinos de Gaza, alegando que "tenemos suficientes jóvenes antisemitas en el país".En diciembre de 2024, Merz pidió la remigración a Siria y la congelación de nuevas admisiones de refugiados. Como canciller, quiere "deportar regularmente" a personas a Afganistán y Siria.
En referencia al hecho de que alrededor del 80 por ciento de los 200.000 solicitantes de naturalización en 2024 querían mantener su primera ciudadanía, Merz quiere abolir la naturalización rápida (que hizo posible que los solicitantes obtuvieran la ciudadanía alemana después de vivir en Alemania durante tres a cinco años)que la coalición semáforo implementó en 2024. Semanas antes de las elecciones de 2025, también abogó por una desnaturalización (que requeriría una enmienda a la ley básica) en los casos en que las personas con ciudadanía múltiple cometan delitos después de obtener la ciudadanía alemana.
En enero de 2025, tras un ataque mortal con cuchillo perpetrado por un migrante afgano que no tenía permiso de residencia en Alemania (y tras una serie de ataques similares en pocos años), Merz calificó las normas de asilo de la UE, Dublín, Schengen y Eurodac, de "visiblemente disfuncionales". "Alemania debe, por tanto, hacer uso de su derecho a la primacía de la ley nacional". Anunció que bajo su "liderazgo, habrá cambios fundamentales en el derecho de entrada, asilo y residencia en la República Federal de Alemania". Merz dijo que si fuera elegido canciller, el primer día de su mandato daría instrucciones al Ministerio Federal del Interior para que "controlara permanentemente las fronteras estatales alemanas" y "rechazara todos los intentos de entrada ilegal sin excepción". Habría "una prohibición de facto de entrada a la República Federal de Alemania para cualquiera que no tenga documentos de entrada válidos".Anunció un endurecimiento de las detenciones para la salida y la deportación, y quiere más poderes para la policía federal.En este sentido, se concedería a la policía federal el derecho de solicitar órdenes de arresto, a quienes debieran abandonar el país ya no se les permitiría circular libremente dentro del país y se aumentaría rápidamente el número de lugares de detención para deportaciones.

### Política social
Merz se opuso al Bürgergeld (pago por desempleo) y, al igual que la CDU,quiere que se aboliera y se reemplazara por otro sistema llamado Nueva Seguridad Básica.El sindicato Ver.di calificó los planes de la CDU para la seguridad básica como "inhumanos e inconstitucionales".Merz quiere cancelar por completo los pagos por desempleo a quienes podrían trabajar pero no lo hacen. Según Merz, hay 1,7 millones de beneficiarios que cumplen con esa definición.
Merz ha sido acusado de oscilar entre la retórica inclusiva y el silbato para perros. En un programa de entrevistas de televisión, dijo que las maestras en las escuelas alemanas estaban experimentando una falta de respeto por parte de los "pequeños pashas", aparentemente refiriéndose a los hijos de padres musulmanes y a comentarios supuestamente "xenófobos" sobre los solicitantes de asilo rechazados, "turistas sociales" que vienen a Alemania para "hacerse los dientes". Semanas antes, Merz se había referido a algunos ucranianos desplazados como "turistas de bienestar" y dijo que muchos habían venido a Alemania en busca de seguridad, solo para viajar de ida y vuelta entre ambos países después de obtener beneficios sociales, comentarios que luego dijo que lamentaba. Merz también se había quejado de "problemas con los extranjeros" e insistió en una Leitkultur alemana (lit. 'cultura del líder'), un término que muchos sostienen que exige una asimilación obligatoria.En la década de 1990, Merz estaba en minoría incluso en su partido conservador CDU cuando votó en contra de la liberalización de la ley del aborto, contra el diagnóstico genético preimplantacional y la criminalización de la violación conyugal.

## Familia
Friedrich Merz está casado con la jueza Charlotte Merz. Vive en Arnsberg-Niedereimer, Sauerland, y tiene tres hijos.